# Hephaestion auratum
Hephaestion auratum är en skalbaggsart som beskrevs av Cerda 1968. Hephaestion auratum ingår i släktet Hephaestion och familjen långhorningar. Inga underarter finns listade i Catalogue of Life.